# City of Adelaide (gebied)
City of Adelaide is een Local Government Area (LGA) in de Australische deelstaat Zuid-Australië, en telde in 2006 16.660 inwoners.